# Mercury City Tower
Mercury City Tower (ryska: Меркурий Сити Тауэр/Merkurij Siti Tauer) är en skyskrapa i Moskva inom området Moscow International Business Center. Byggnaden passerade Shard London Bridges 310 meter i september 2012 och nådde sin slutliga höjd på 338,8 m i november 2012. Mercury City Tower invigdes 2013.
Från början var det tänkt att byggnaden skulle ha en mycket högre spira, vilket hade givit skyskrapan en höjd av 380 meter. Det var också tänkt att byggnaden skulle ha 70 våningar, och 5 under jord, men tornets översta sektion ändrades vid byggandet den 23 juli 2012, så att byggnaden når upp i 75 våningar ovan jord med ytterligare 7 meter höjd. 

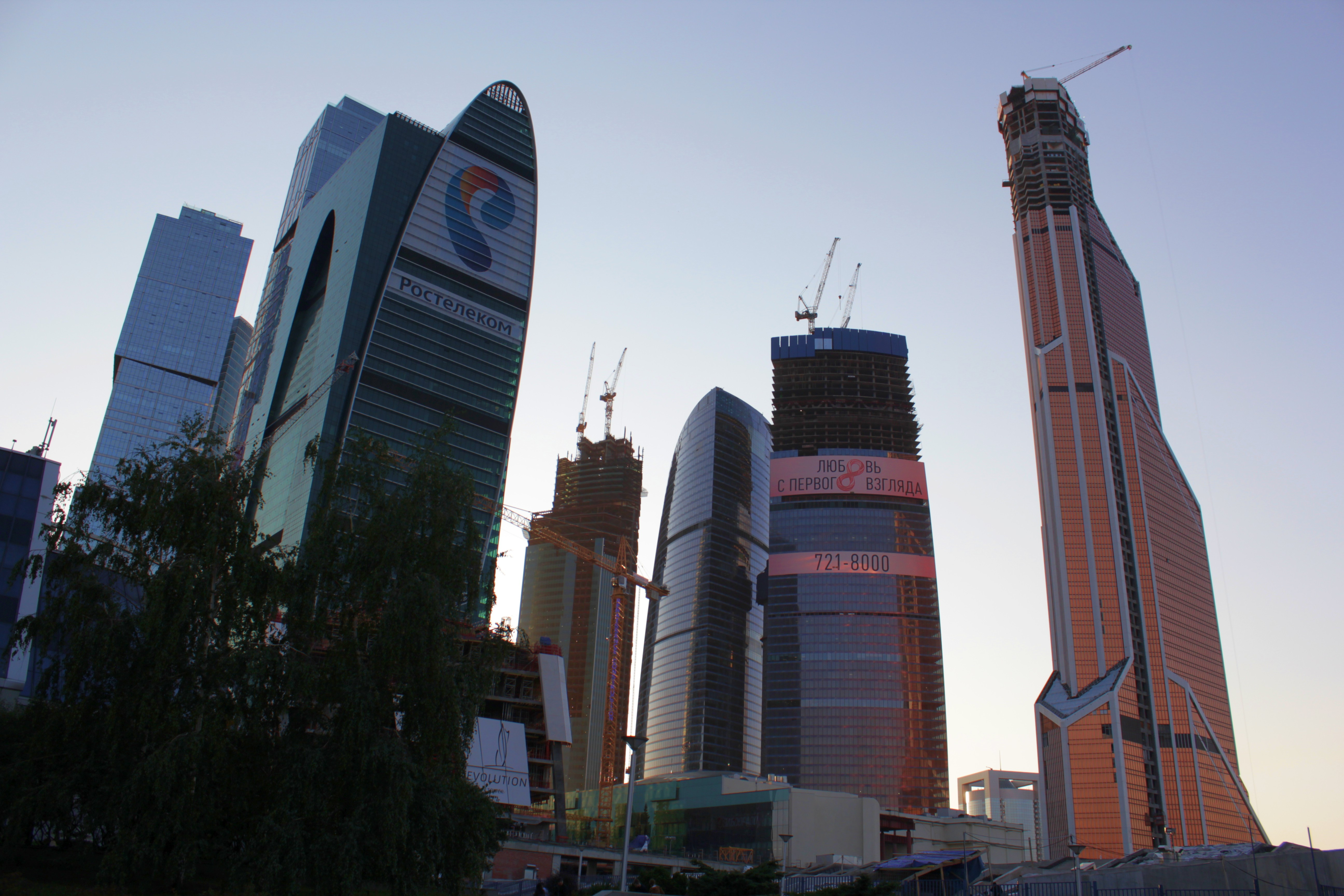
12 september 2012
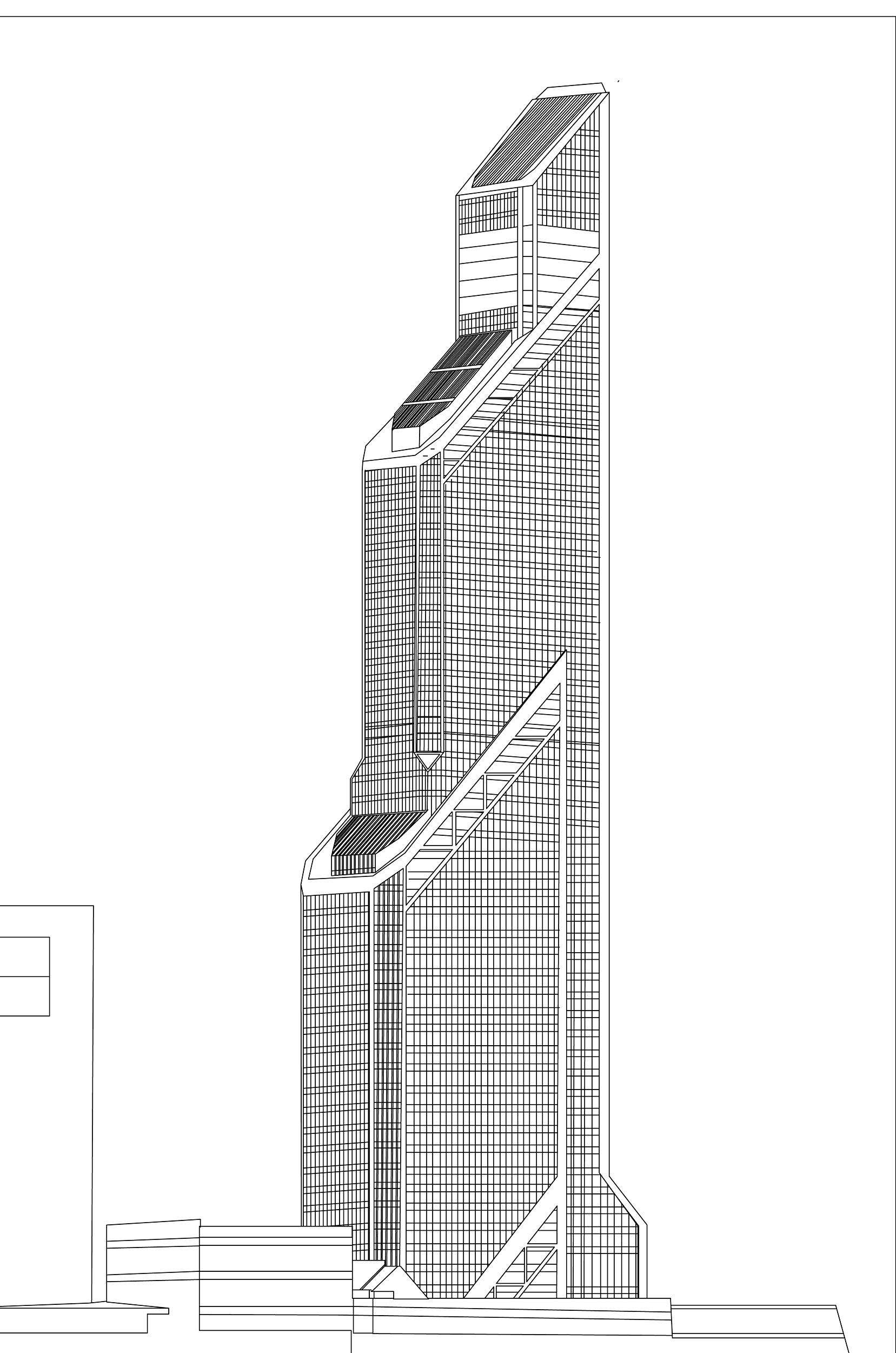